# Eleutherodactylus grandis
Eleutherodactylus grandis é uma espécie de anfíbio  da família Eleutherodactylidae.	
É endémica do México.	
Os seus habitats naturais são: matagal árido tropical ou subtropical.
Está ameaçada por perda de habitat.